# Sandy Pearce
Pas d'image ? Cliquez ici
Sidney Charles Pearce, né le 30 mai 1883 à Double Bay dans la banlieue de Sydney, et mort le 14 novembre 1930, est un joueur australien de rugby à XIII. Il a joué pour les Roosters de Sydney.